# Roberta Lanzarotti
Roberta Lanzarotti (Tradate, 11 gennaio 1968) è un'ex nuotatrice italiana.

## Carriera
Specializzata nella farfalla, ha vinto i 100 e i 200 agli assoluti del 1984 ed è stata convocata per i Giochi olimpici di Los Angeles, nei quali si è classificata quinta in finale con la staffetta 4 x 100 m mista ed è arrivata in finale B nei 200 m delfino. Nel 1985 ha vinto il titolo dei 200 m sia ai campionati primaverili che agli estivi; ha partecipato ai campionati europei di nuoto di Sofia, arrivando ancora alla finale B dei 200 m delfino.

## Palmarès
| Giochi Olimpici              | 100 m farfalla          | 200 m farfalla         | 4 x 100 m mista                |
| 1984 Los Angeles Stati Uniti | 19ª in batteria 1'03"88 | 2ª in finale B 2'14"54 | 5ª - 4'17"40 frazione: 1'03"50 |
| Campionati europei           | ---                     | 200 m farfalla         | ---                            |
| 1985 Sofia Bulgaria          | ---                     | 3ª in finale B 2'17"23 | ---                            |

### Campionati italiani
4 titoli individuali, così ripartiti:
- 1 nei 100 m farfalla
- 3 nei 200 m farfalla

| Anno | Edizione    | farfalla 100 m | farfalla 200 m |
| ---- | ----------- | -------------- | -------------- |
| 1984 | Estivi      | 1              | 1              |
| 1985 | Primaverili | -              | 1              |
| 1985 | Estivi      | -              | 1              |